# هوریمیا
هوری-سان و میامورا-کون (به انگلیسی: Hori-san to Miyamura-kun) مجموعه وب مانگا شونن ژاپنی به نوشته و تصویرسازی هیروکی آداچی، با نام مستعار هیرو است که از فوریه ۲۰۰۷ تا دسامبر ۲۰۱۱ در قالب چهار پنل در وب سایت شخصی هیرو به نام Dokkai Ahen (ناشر مؤلف) منتشر شد. اسکوئر انیکس نسخه چاپی مجموعه را در ده جلد از اکتبر ۲۰۰۸ تا دسامبر ۲۰۱۱ منتشر کرد. همچنین یک داستان جانبی با نام هوی-سان و میامارا-کون اوماکه (به انگلیسی: Hori-san to Miyamura-kun) نیز منتشر شده و از سال ۲۰۱۲، چند اووی‌ای از این اثر نیز انتشار یافته‌است.
مانگا اقتباش شده از وب مانگا تحت نام هوریمیا (به انگلیسی: Horimiya) از اکتبر ۲۰۱۱ تا مارس ۲۰۲۱ پخش شده‌است. مجموعه تلویزیونی انیمه ساخته استودیو کلوورورکس از ژانویه تا آوریل ۲۰۲۱ پخش شد. همچنین دومین مجموعه انیمه با نام هوریمیا: بخش‌هاش جامانده (به انگلیسی: Horimiya: The Missing Pieces) قرار است بخش‌هایی که از مانگا اقتباس نشده را ارائه دهد و در تابستان ۲۰۲۳ پخش خواهد شد.

## داستان
ایزومی میامورا یک پسر عبوس به همراه پیرسینگ و خالکوبی‌های متعدد ولی به ظاهر عصبی و عینکی است که تمام تلاش خود را می‌کند تا این موضوع را از همکلاسی‌های خود پنهان کند تا موقعیت اجتماعی‌اش مختل نشود. کیوکو هوری یک دانش آموز دبیرستانی باهوش و محبوب است که در خانه خانه‌داری می‌کند و از برادر کوچکترش سوتا مراقبت می‌کند. یک روز میامورا به همراه سوتا که خون دماغ شده به خانه هوری می‌آید. در ابتدا هوری میامورا را نمی‌شناسند ولی بعد از اینکه نام او را صدا می‌زند، هویت او برایش فاش می‌شود. هوری موافقت می‌کنند تا هویت واقعی میامورا را از همسالان خود پنهان نگه دارد. با گذشت زمان، بعد از اینکه این دو بیشتر یکدیگر را می‌شناسند، متوجه می‌شوند که نقاط مشترک زیادی دارند و با هم توافق می‌کنند که در مخفی نگه داشتن هویت بعد از مدرسه به یکدیگر کمک کنند. با گذشت زمان، این دو ناگهان عاشق می‌شوند.